# Хазе, Конрад Вильгельм
Конрад Вильгельм Хазе (нем. Conrad Wilhelm Hase; 2 октября 1818, Айнбек — 28 марта 1902, Ганновер) — немецкий архитектор, градостроитель периода историзма. Один из наиболее известных представителей неоготического стиля в Германии XIX века. Профессор архитектуры в Технической высшей школе в Ганновере, основатель Ганноверской архитектурной школы, член многих европейских академий, инициатор движения за сохранение архитектурных памятников северной Германии и за её пределами.

## Биография
Конрад Хазе был десятым ребёнком в семье сборщика налогов в Айнбеке. В конце 1834 года он начал изучать архитектуру в Ганновере. После завершения архитектурного образования Конрад поначалу не нашёл работы и весной 1838 года вернулся в родной город, где стал помогать отцу в решении налоговых вопросов. По совету своего учителя архитектуры Эрнста Эбелинга Хазе прошёл двухлетнее обучение профессии каменщика, которое успешно завершил весной 1840 года, сдав экзамен на звание подмастерья.
В течение шести месяцев Хазе путешествовал из Ганновера через Кассель, Марбург, Франкфурт-на-Майне, Висбаден, Майнц, Вормс, Шпайер, Гейдельберг, Карлсруэ, Штутгарт, Ульм и Аугсбург в Мюнхен, где он имел возможность изучать различные «исторические» стили. В результате этих поездок сформировалось увлечение молодого архитектора готической архитектурой. Стипендия от родного города позволила ему в конце 1840 года учиться в Мюнхенской академии изобразительных искусств.
Весной 1842 года Хазе вернулся в Ганновер и сначала нашёл работу каменщиком и прорабом у своего бывшего учителя. В феврале 1843 года он получил должность руководителя строительства на государственной службе Королевского управления железных дорог Ганновера, где он проектировал и руководил строительством железнодорожных станций в Целле, Лерте и Вунсторфе. В июне 1848 года Хазе обратил свое внимание на церковное строительство, восстановив монастырскую церковь в Ребург-Локкуме.

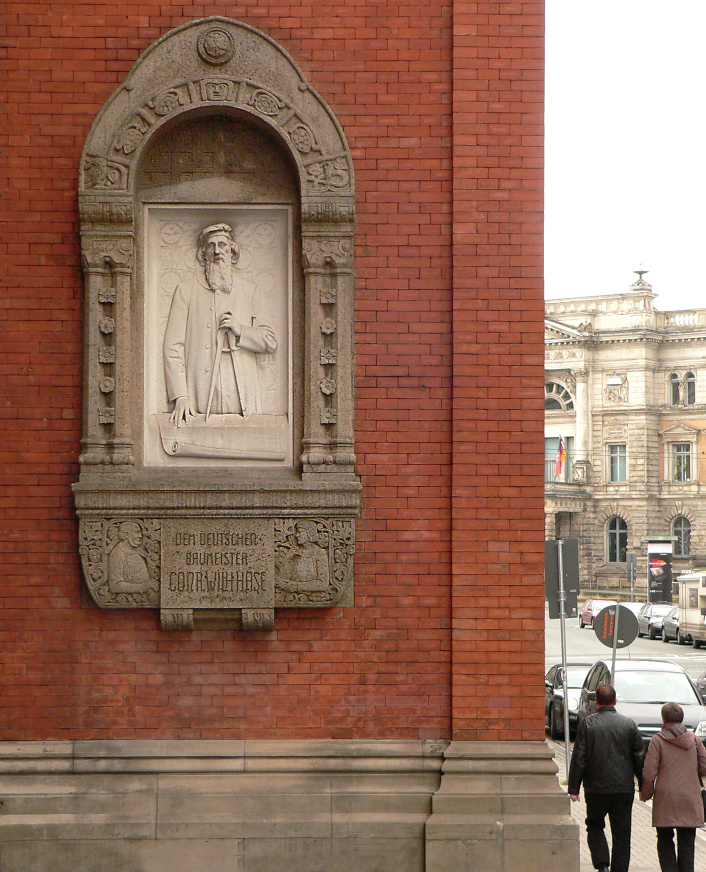
Мемориальная доска на доме архитектора в Ганновере

В декабре 1849 года Хазе занял преподавательскую должность в Ганноверском политехническом институте. Два года спустя он был официально назначен преподавателем архитектуры и стал одним из основателей в 1851 году Ганноверской ассоциации архитекторов и инженеров (Architekten- und Ingenieur-Vereins zu Hannover), которая внесла значительный вклад в распространение идей ганноверской школы архитектуры посредством журнальных публикаций. Частные заказы и успешное участие в первом независимом архитектурном конкурсе в Ганновере укрепили репутацию Хазе как практикующего архитектора.
В 1860—1861 годах Хазе построил для себя и своей семьи представительный дом в средневековом романо-готическом стиле на Йозефштрассе (теперь Отто-Бреннер-штрассе) в Ганновере, «Хазенбург» (разрушен во время Второй мировой войны.
В сентябре 1853 года Конрад Вильгельм Хазе женился на Агнес Марии Корнелии Легинии Бабнигг (1828—1865), певице венгерского происхождения и дочери актёра Антона Бабнигга. В семье было трое детей: Антония (1855—1906), Теодор (1856—1877), Рудольф (1861—1906). После того как жена Хазе умерла в возрасте тридцати семи лет, в 1867 году он женился на Оттилии Франциске Аннетте Амалии Беркельман (1832—1920) из Либенбурга.

## Архитектурное творчество
На архитектурный стиль Хазе повлияла средневековая так называемая «кирпичная готика», характерная для стран Северной Европы. Хазе подготовил проекты более 340 зданий в неоготическом стиле, в том числе более 100 церковных зданий. Он считал готику истинно христианским архитектурным стилем, но при этом использовал современные металлические несущие конструкции, а также сохранял эстетику открытой кирпично-красной кладки. Он декларировал: «штукатурка — это ложь».
Также Конрад Вильгельм Хазе разработал более 150 проектов реставрации старинных построек и публиковал статьи и очерки по истории строительства исторических зданий. Его кирпичная готика, которую иногда несколько неуважительно называют «Хазик», сформировала городской пейзаж Ганновера и многих других городов, не только в северной Германии.
До наших дней сохранились многие общественные и частные здания, коммерческие постройки, церкви и памятники. Захоронение архитектора находится на городском кладбище Энгесоде в Ганновере. Хазе был почётным гражданином Хильдесхайма, где его именем названа улица. Его портрет можно найти на одном из зданий «кирпичной готики» в Ганновере. Его учениками были Карл Бёргеман, Франц Эвербек, Фридрих Фаро, Кристоф Хель, Карл Генрици, Рудольф Эберхард Хиллебранд, Георг Кегель, Герхард Франц Лангенберг, Вильгельм Люер, Карл Морман, Эдвин Опплер, Йоханнес Отцен, Макс Поммер, Пауль Ровальд, Эдуард Вендебург, Йоханнес Фрэнсис Кломп и многие другие.
Ученики архитектора запомнили его афоризмы: «Украшения — это ложь»; «Мы хотим творить искренне и красиво»; «Мы хотим практиковать истину в искусстве»; «Пусть в искусстве не будет лжи и обмана». Шуточное стихотворение Хазе посвятил собственному дому: «Каждый строит в соответствии со своим вкусом, меня зовут Конрад Вильгельм Хазе. Если вы хотите строить на открытых улицах, вы должны позволить завистникам и глупцам упрекать вас. Кто хочет критиковать этот дом, пусть постоит немного и без лести скажет, лучше ли его собственный. А если вам не нравится мой дом, я тратил на него не ваши деньги».
Эпитафия на его надгробии гласит: «Дело человека покоится в руке Бога» (могила на городском кладбище Энгесохде).

## Галерея

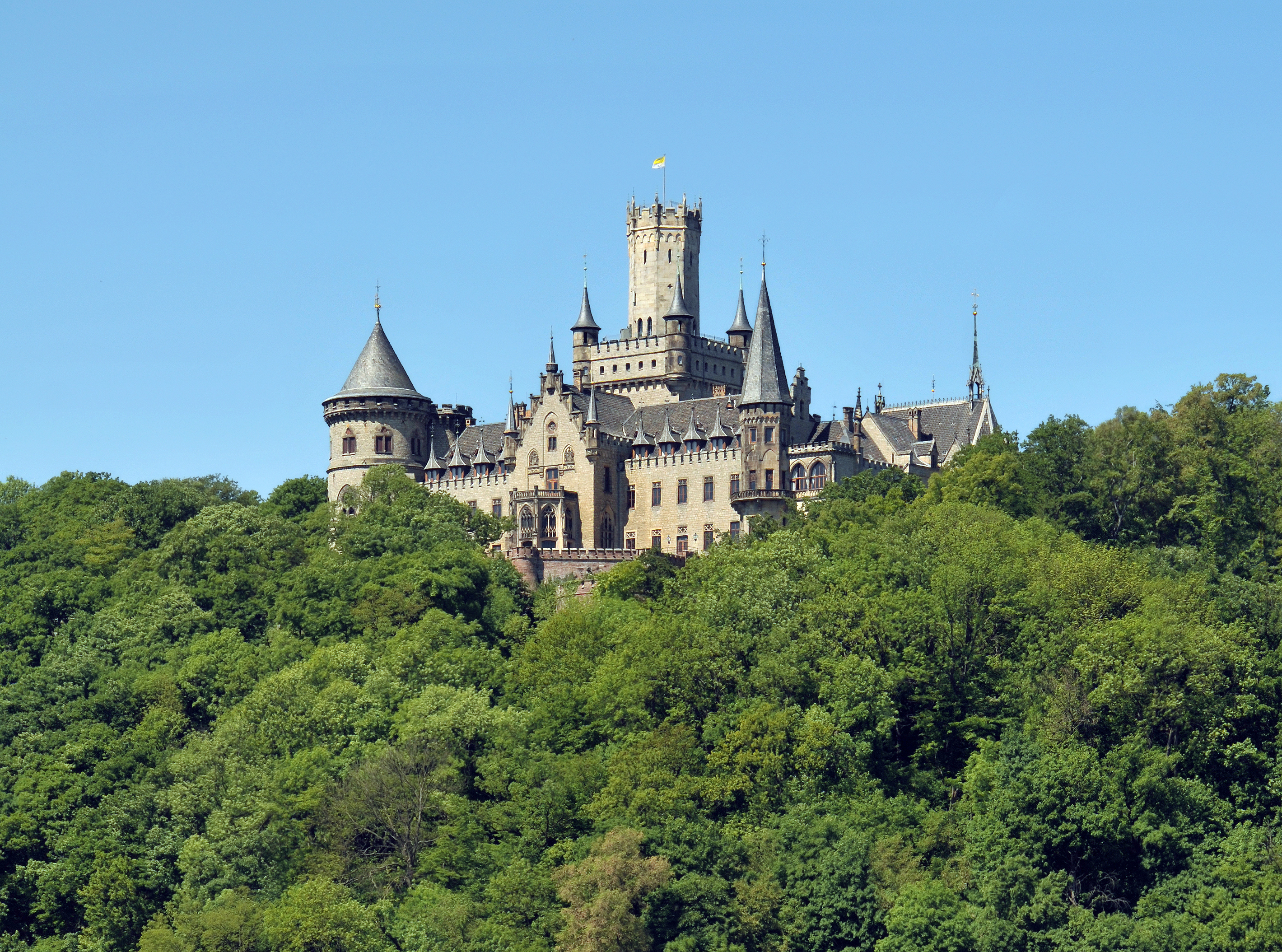
Замок Мариенбург близ Ганновера. 1857–1867
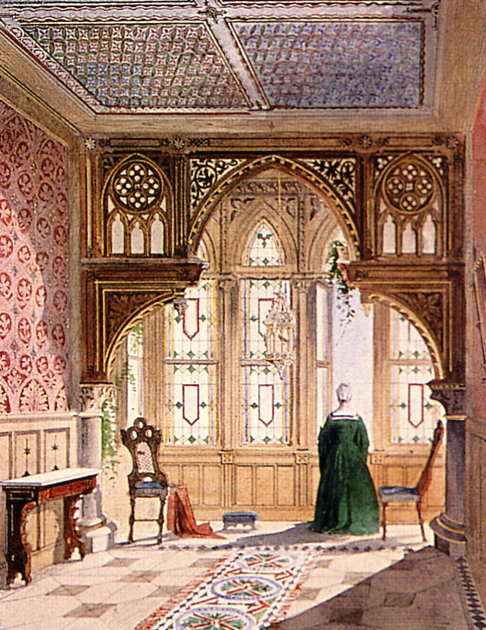
Салон фрейлины замка Мариенбург. 1862—1863 (переоформлен в 1865 году)
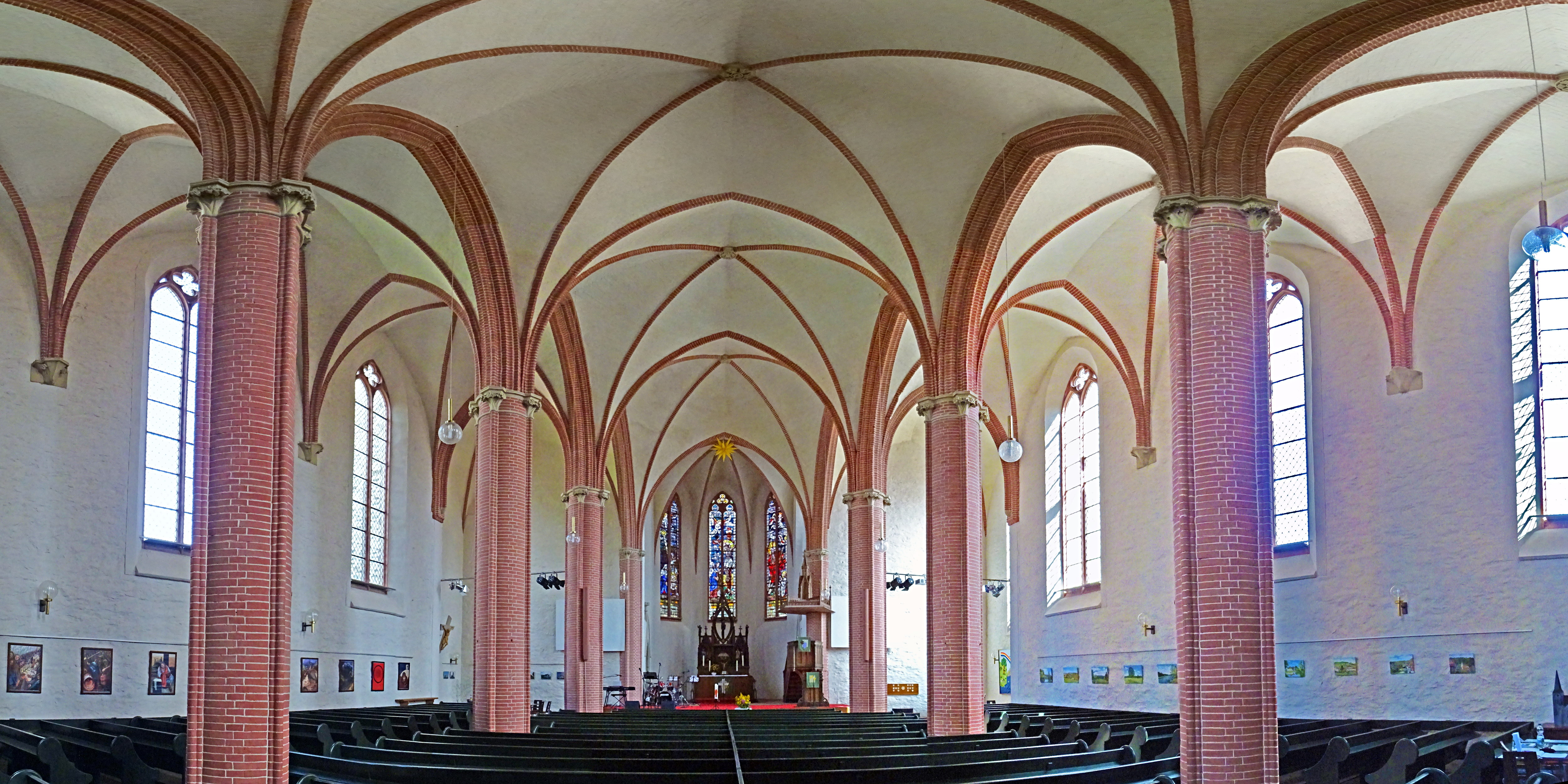
Неоготическая городская церковь Св. Иакова. Интерьер.  Эльбингероде. 1863
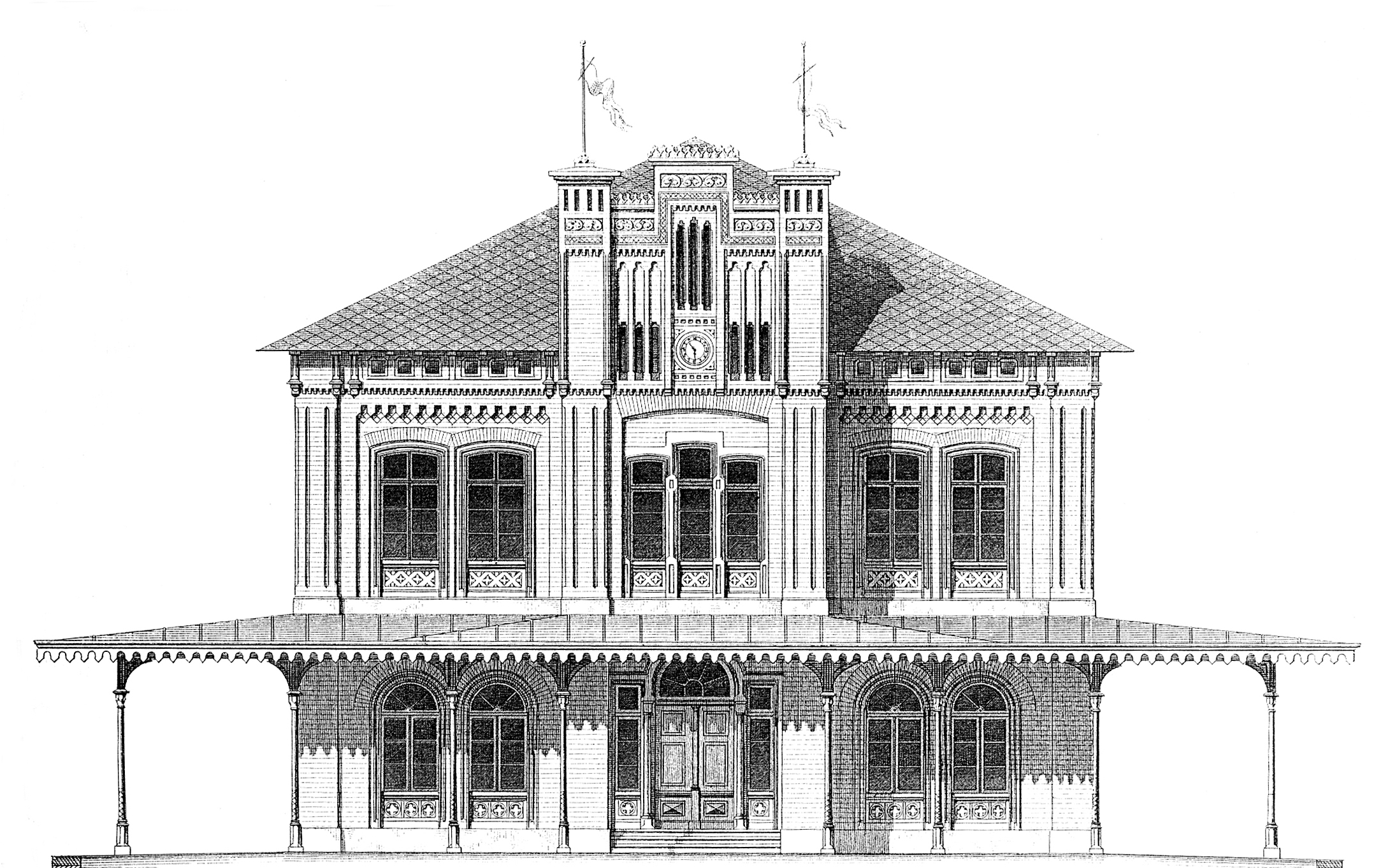
Здание вокзала Нордштеммен. 1853
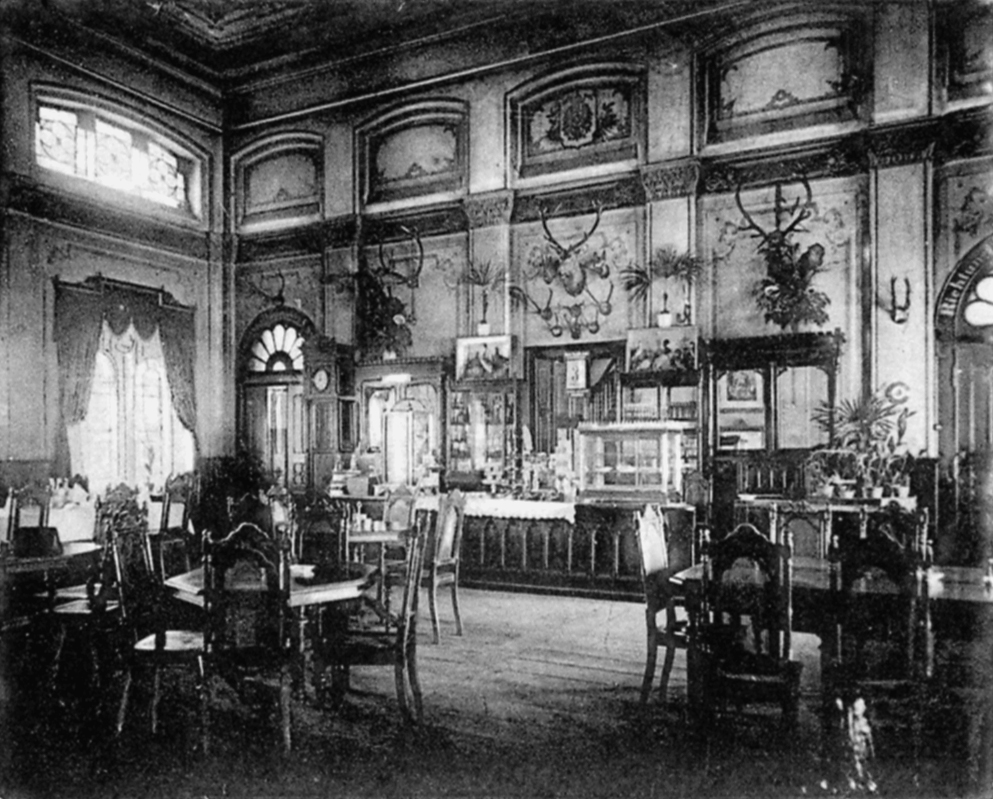
Зал ожидания вокзала Нордштеммен. 1858—1860
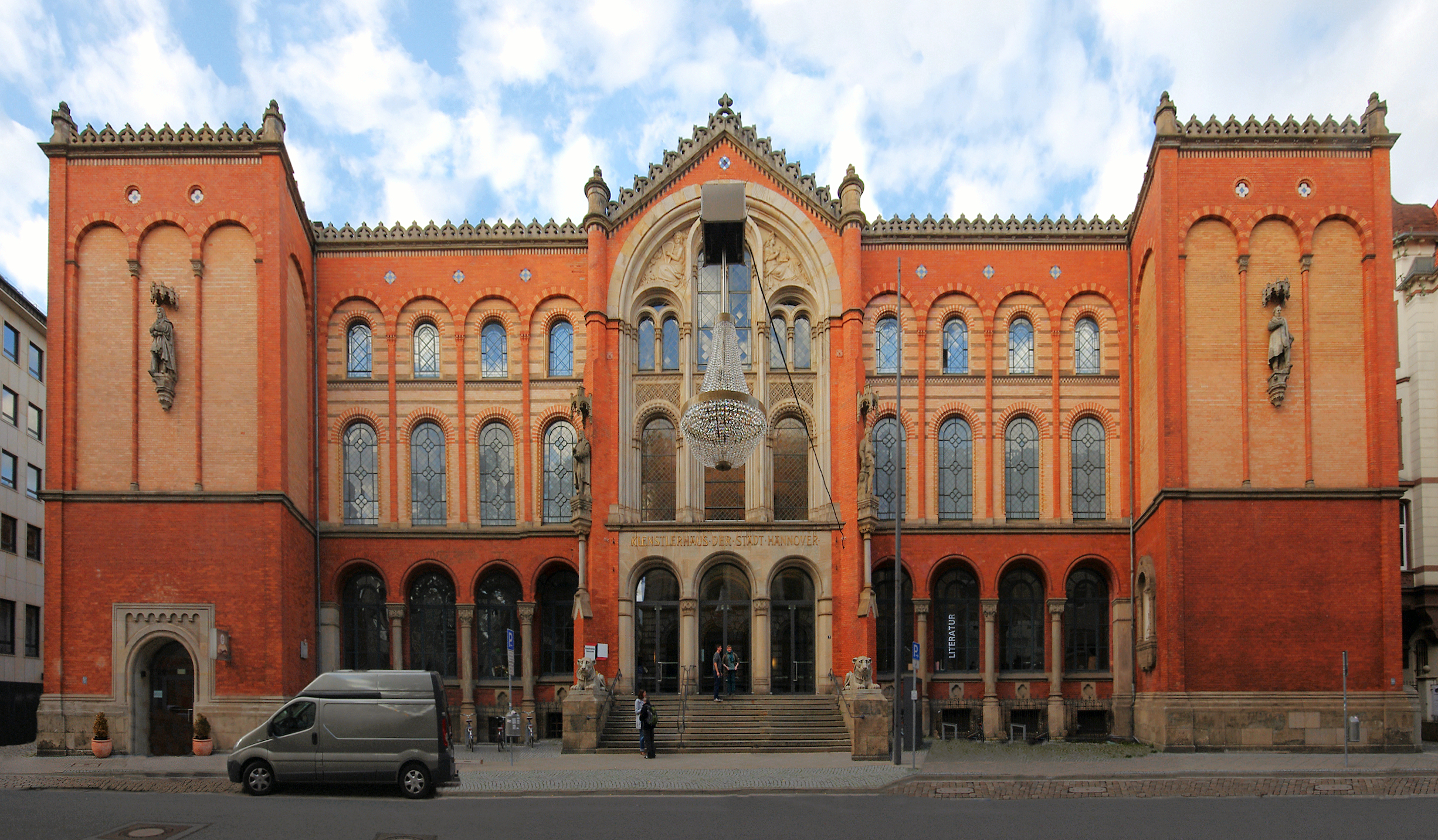
Кюнстлерхаус. Ганновер. 1856
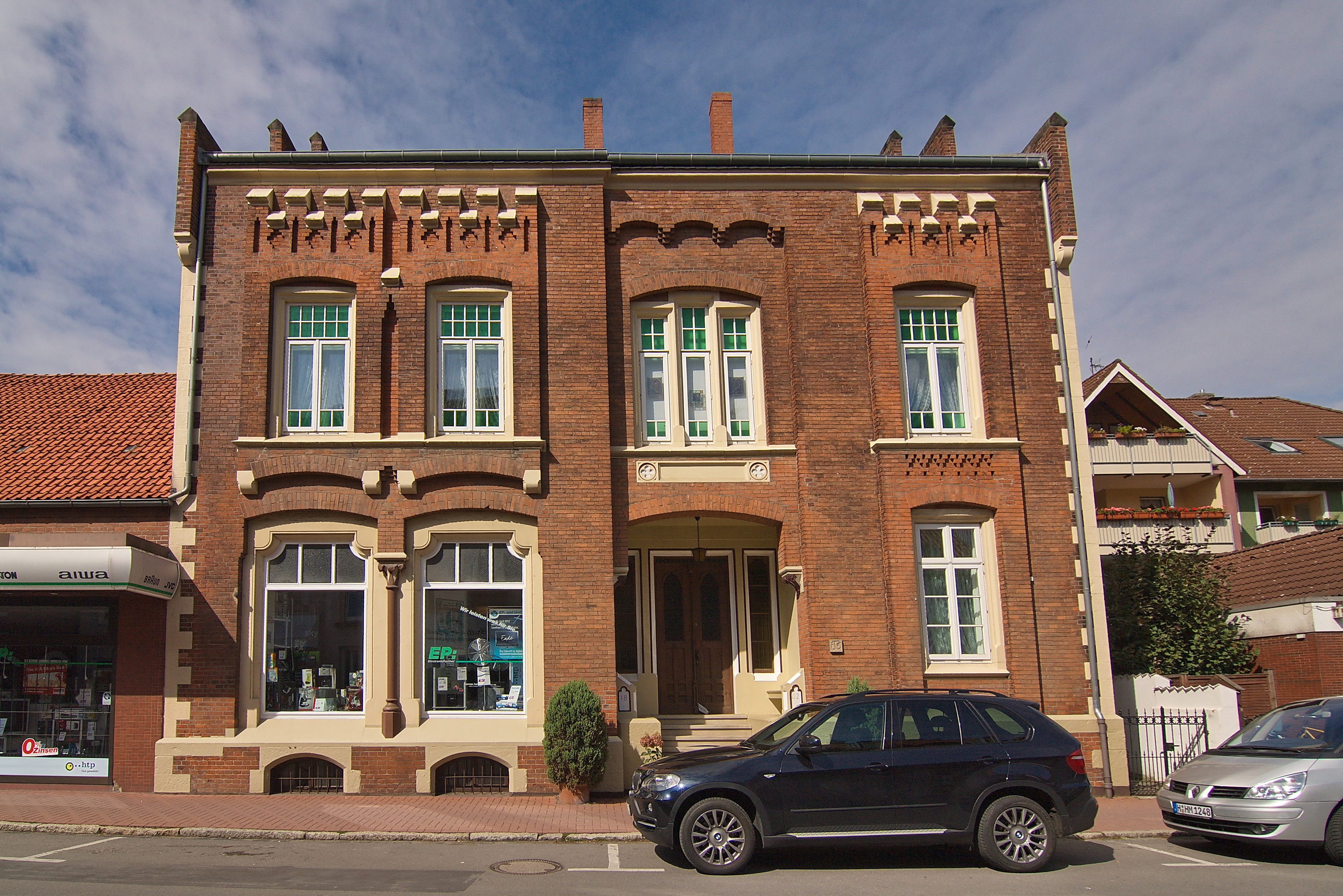
Жилой дом. Веннигсен. 1862
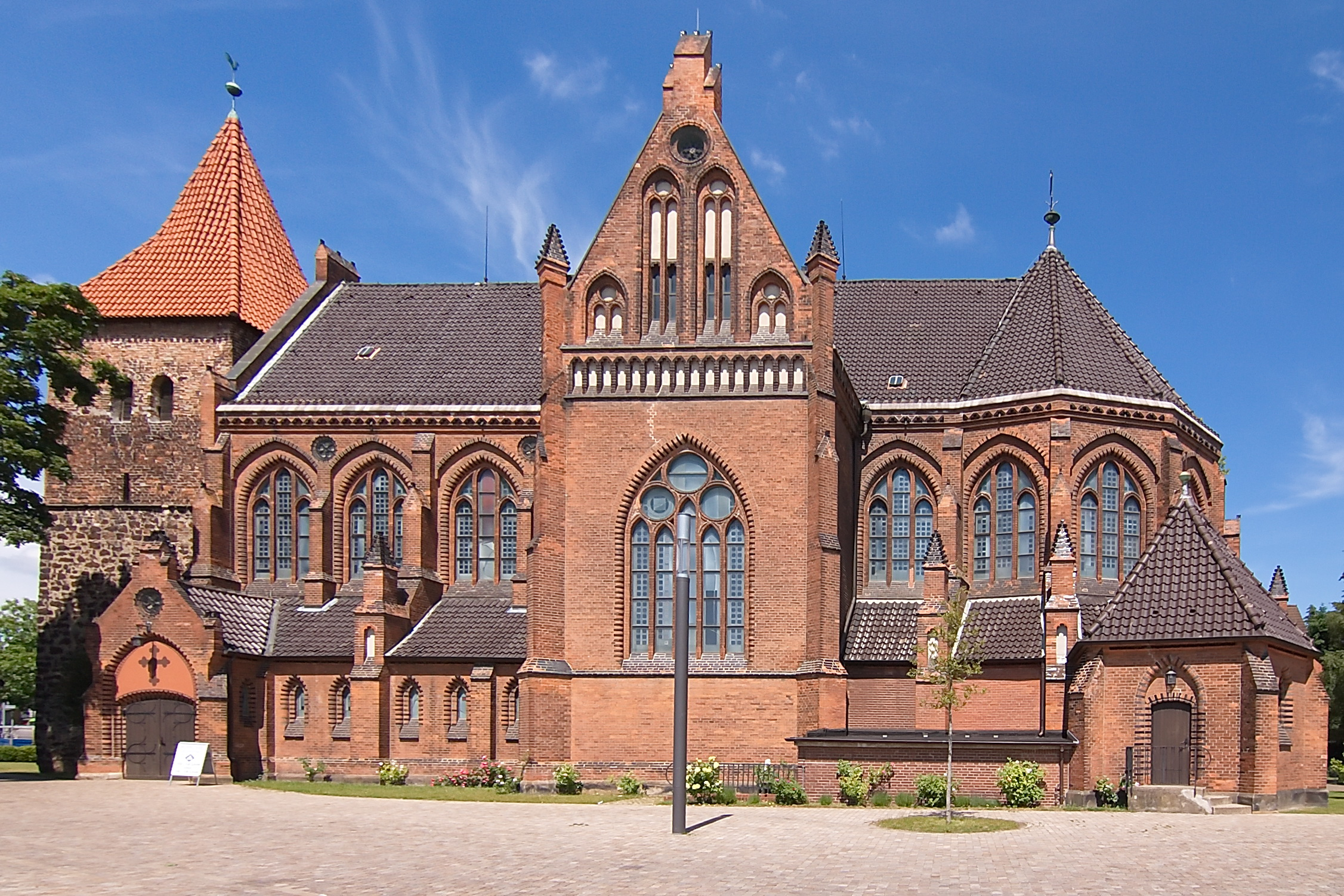
Церковь Св. Елизаветы. Лангенхаген. 1867—1869
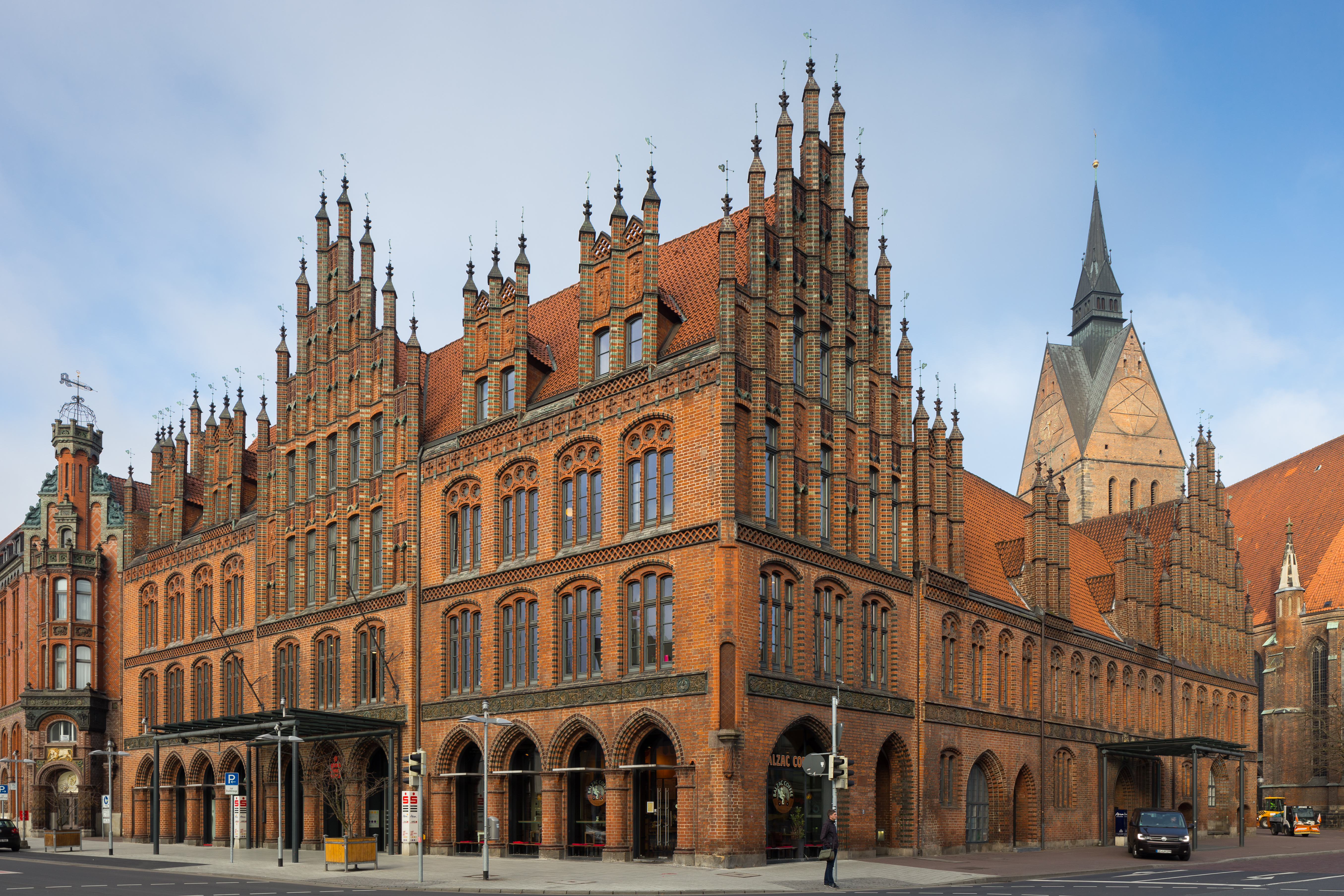
Старая Ратуша. Ганновер. 1877—1891 (реставрация)
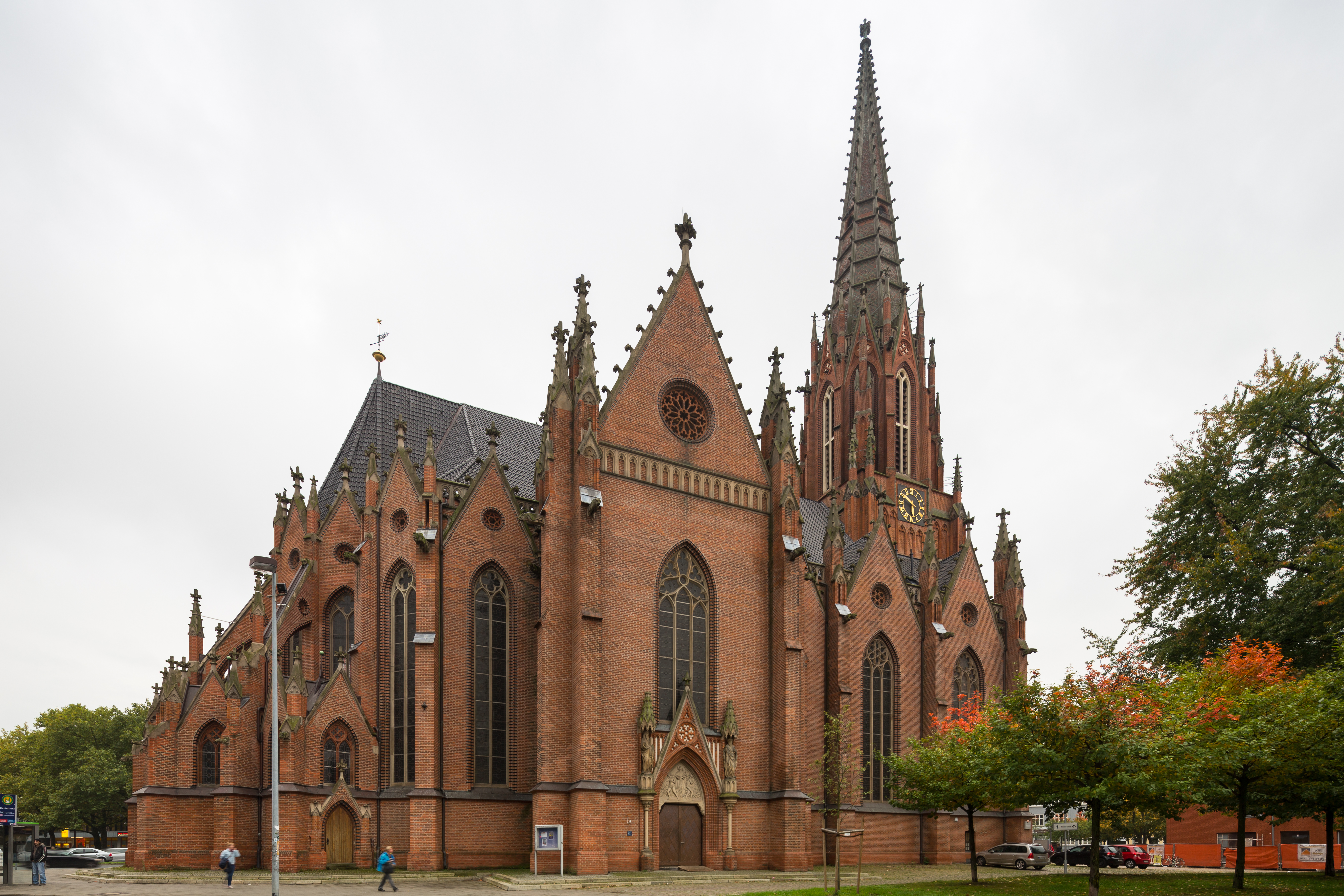
Церковь Христа. Ганновер
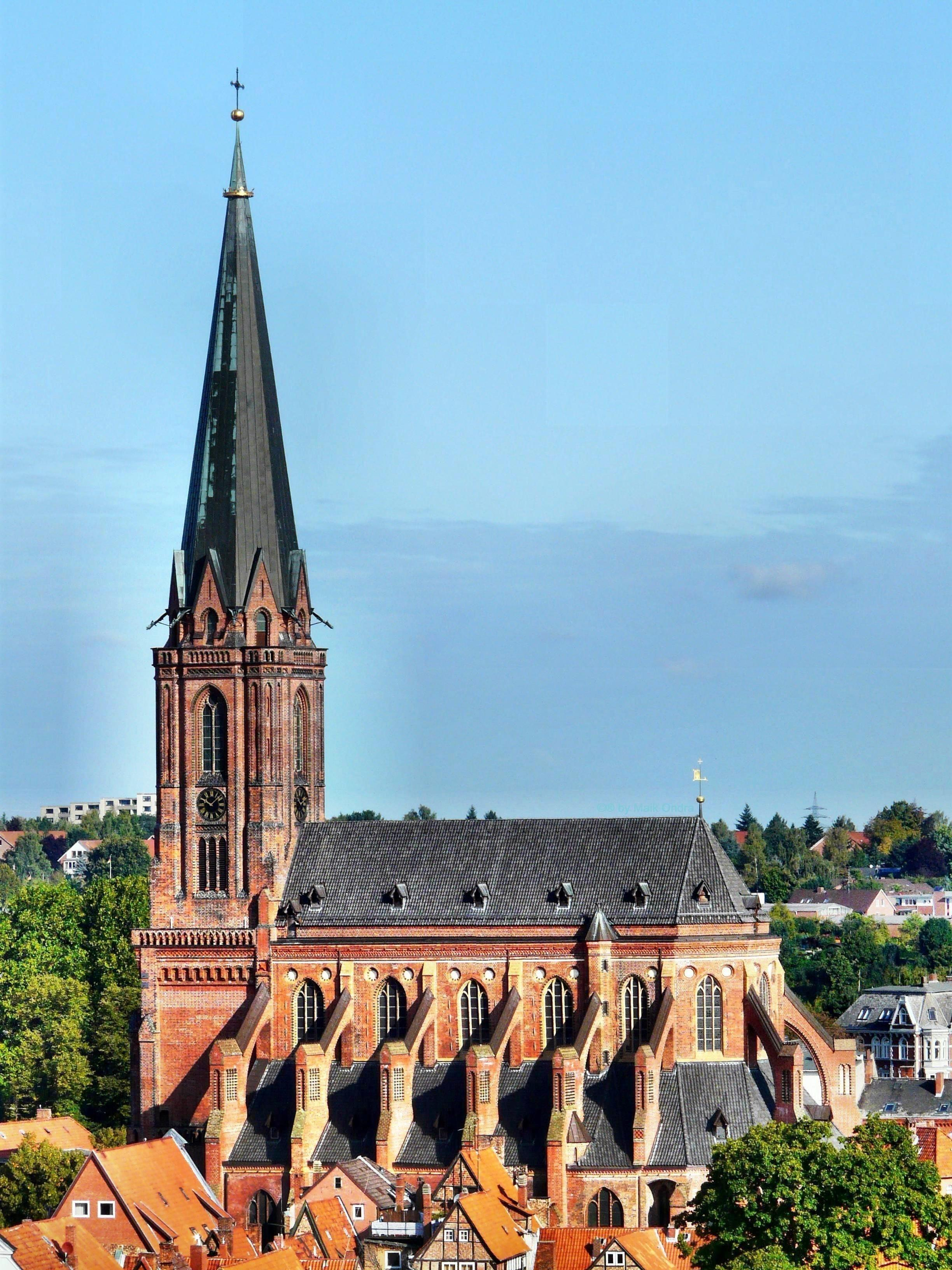
Церковь Св. Николая. Люнебург (реставрация). 1865—1871
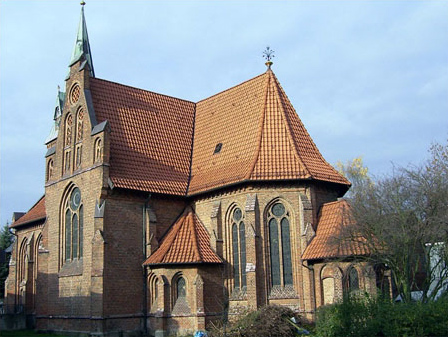
Церковь Св. Луки. Лауенау. 1877—1878

## Признание и память
Конрад Вильгельм Хазе был удостоен следующих наград:
- 1856. Золотая почётная медаль за искусство и науку;
- 1864. Королевский Гвельфский орден IV степени;
- 1874. Почётный член местной ассоциации мастеров-строителей города Ганновера и окрестностей;
- 1876. Почётный член Союза архитекторов и инженеров Ганновера;
- 1879. Прусский орден Короны III степени;
- 1881. Почётный член Музейного объединения княжества Люнебург;
- 1888. Норвежский орден Святого Олафа II степени;
- 1888. Почётный член Стокгольмской академии;
- 1888. Почётное гражданство города Айнбек;
- 1888. Почётное гражданство города Хильдесхайм;
- 1889. Прусский орден Короны III степени;
- 1892. Почётный член Ганноверского общества искусств;
- 1892. Командорский крест II степени Саксонского ордена Эрнестинского дома;
- 1893. Почётный член Ассоциации берлинских архитекторов;
- 1894. Орден Красного Орла II степени.

В 2002 году, в год столетия со дня смерти Конрада Вильгельма Хазе, в Кристускирхе в Ганновере была организована выставка, посвящённая жизни и творчеству архитектора. В связи с празднованием 150-летнего юбилея, в 2007 году площадь перед церковью была переименована в Конрад-Вильгельм-Хазе-Плац (Conrad-Wilhelm-Hase-Platz).